# 株式公開
株式公開（かぶしきこうかい）とは、株式会社が自社の発行する株式を自由に譲渡できるようにすること。会社関係者など制限的に所有されていた株式の一部を新たな出資者に譲渡できるようにすることなどをいう。

## 会社の形態と株式の公開
株式を企業の外部から募った新たな出資者に譲渡することができ、株主が不特定多数かつ広範囲に分布する株式会社を一般に公開会社（Publicly held corporation）という。会社関係者のみの間で制限的に所有されていた株式を自由に譲渡できるようにすることを株式の公開といい、その株式の所有者は譲受希望者との相対取引によって株式の譲渡を実現することができる。しかし、複雑化した現代社会では取引コストの点から一般人による相対取引はほとんど行われておらず公開市場（open market）で取引されることが多い。株式などが取引所の設けた市場において売買取引の対象となることを上場という。
大規模な株式会社では証券取引所での取引などを通じて自社が発行した株式が自由に譲渡できることが多い。一方、小規模な株式会社では自社が発行している株式は創業時の出資者やその関係者など限られた者のみが所有しており、定款などで株式を自由に譲渡できないようになっていることが多い。
公開会社ではない会社の規律については、日本の会社法のように併せて定められている場合（公開会社でない株式会社を参照）と、アメリカの一部の州法のように特別法が置かれている場合がある。

### 日本
日本の会社法では公開会社は「その発行する全部又は一部の株式の内容として譲渡による当該株式の取得について株式会社の承認を要する旨の定款の定めを設けていない株式会社をいう。」と定義されている（会社法第2条第5号）。

長く非公開だった大塚ホールディングス・大塚製薬や出光興産、コーセーなども株式公開し、ある程度知名度のある大企業で非公開会社はサントリーHDや竹中工務店、ヤンマーHD、矢崎総業などごく限られた存在になった。結果的に、放送局を除けばメディア系企業に非公開会社が多い。いわゆる大手出版社のうちKADOKAWAグループ以外はすべて非公開である。
なお諸法令により、放送・通信事業者の一部、証券市場開設者と航空会社には、外国人の出資比率が一定以下に制限（外資規制)されている企業がある(NTT＝NTT法・電気通信事業法、スカパーJSATホールディングス・各テレビ局および放送持株会社＝電波法・放送法、日本取引所グループ・東京証券取引所・大阪取引所＝金融商品取引法、ANA・日本航空＝航空法)。また、日刊新聞を発行する会社は、公開会社となることができない（日刊新聞法）。

### アメリカ合衆国
米国法では公開会社は一般的に自社の株式を異なる投資家によって広く保有されている株式会社をいい、連邦証券取引委員会等の規定により一定の開示義務が適用される会社をいう。

## 新規株式公開（IPO）
新規株式公開あるいは単に株式公開（英: Initial Public Offering、通称IPO）とは、自由な株式譲渡が制限され少数株主に限定されている株式を株式市場に上場して株式市場での売買を可能にすることをいう。
その方法には新株を発行して株式市場から新規に資金調達する公募増資や、既存株主の保有株式を市場に放出する売出しがある。
IPO銘柄は、証券会社で抽選に申し込み、当選した人だけが購入できる。

### 株式の公開の目的
株式公開には次のような目的がある。
- 低廉な長期安定性資金の調達
公開会社でない会社では資金を調達するのに自己資金か金融機関からの借り入れなどによるほかない[10]。しかし、公開会社では株式市場からの資金調達が可能となる[10]。
- 創業者利得
ヒルファーディングの研究によると株式が公開され流通市場で自由に譲渡されるようになると、擬制資本価格が形成され、創業時の投下資本額と乖離が生じるようになる[10]。擬制資本価格が投下貨幣資本額を超過して形成された部分を創業者利得という[10]。株式の公開には形成された創業者利得を確保する狙いもある[10]。

株式の公開によって会社の資産価値は株価の市場価格で客観的に把握できるようになる。公開会社では企業活動の動静が報道される機会も多くなり、金融機関の与信態度にも変化を生じるなど企業の知名度や信用度が向上し、有用な人材の確保にも資すると言われている。ただし、これらは副次的な経済的効果として現れるものである。
株を保有している経営陣が創業者利得を得ることが目的のように見える上場など、本来の目的とは違ったように思われる上場のことを「上場ゴール」と呼ぶことがある。

### 公開のメリットとデメリット
株式の公開により、会社は証券市場からの多様かつ機動的な資金調達が可能になる。既存株主にとっても株式の市場売却によって投下資本の回収が容易になるなどの利点がある。また、企業の知名度の向上や相対的な社会的信用度の増大が図られ、事業の展開の円滑化や、優秀な人材の確保がしやすくなるなど副次的な利点もある。一方、株主にとっては、市場での売却が可能になり、投下した資本の回収がしやすくなるというメリットがある。
株式を公開した場合には市場の厳しい評価にさらされ、投資家への説明責任を求められることになる。これには事業の改革を通じた競争力の強化や企業の社会的責任(CSR)などへの積極的な取り組みにつながるなどのメリットがあるとも考えられている。一方で企業活動に関する情報の完全・正確・公正な開示が求められるようになるが、企業側が保持しておきたい企業秘密（トレードシークレット）と相容れなくなるような側面もある。
また、株式を公開した場合には特定の個人やライバル企業が市場を通して株式を買い占めることも可能となるため従来の経営陣の地位も脅かされる可能性がある。株式の公開により会社の所有と経営の分離は一層強くなり経営支配権を奪取されるおそれが生じる。同族企業の多くは一部を除き株式を公開していない。

### IPOディスカウント
新規公開企業については財務諸表や株主構成の確認に十分な留意が必要であることや、過去に売買されていた他社銘柄と比較して時系列のデータ及び株価などの指数情報が不足していることから、同業他社と比較して公募価格が低く設定されることが一般的であり、上場後一定期間を経て同業他社並みの評価を得るようになる傾向が見られる。こうした株価形成のあり方をIPOディスカウントと称し、不透明な情報に関するリスクを株価に織り込むマーケットメカニズムの一端といえる。IPOディスカウントは一般的に主幹事がリテール向けサービスの一環として割安な価格で配分する狙いがある。このディスカウントの影響から、個人投資家をはじめとする一般投資家の間では、IPO銘柄を投資における「プラチナチケット」とする見解もある。
その一方で、企業価値が適正に評価されていなかったり、主幹事となる証券会社が合理的な根拠に基づかずに公募価格を低く設定しているとの批判もあり、公正取引委員会は「独占禁止法上問題となるおそれがある」との調査報告書を2022年1月に公表している。

### IPOプレミアム
新規公開企業については財務諸表や株主構成の確認に十分な留意が必要であることや、時系列のデータ及び株価などの指数情報が不足していることから、公募価格が設定されてなお株価が割高であったり、とても合理的と言えない初値が付くことがしばしばあり、上場後一定期間を経て財務諸表に見合った評価を得るようになる傾向が見られる。

### S-1方式
東京証券取引所では、上場承認時に有価証券届出書を提出する｢承認時届出書提出方式｣を採っていたが、2023年10月から上場承認前に､IPO時の公募売出のため金融庁へ有価証券届出書を提出する｢承認前届出書提出方式｣を導入した。アメリカの同制度にならって｢S-1方式｣（エスワンほうしき）と呼ばれる
。上場承認前に届出書を提出し投資家の需要を探ることができる。また、上場日程が10日間程度短縮できる。

## 株式の非公開化
上場は取引所で売買対象となることであり、上場を廃止して取引所の売買対象から除外されても、その会社の株式等の売買が一切できなくなるわけではない。非上場となった株式会社が株式の譲渡そのものを制限するためには定款変更といった一定の手続が必要になる。
一方、上場会社が定款変更により株式の譲渡につき制限を行うこととした場合には、不特定多数による市場での売買とは相容れないこととなるため上場規程等で原則として上場廃止の対象とされている。